# Pànic a la granja
Pànic a la granja (títol original en francès Panique au village) és una pel·lícula de comèdia fantàstica de coproducció internacional de 2009 d’animació de stop-motion dirigida per Stéphane Aubier i Vincent Patar a partir d'un guió coescrit per Aubier, Patar, Guillaume Malandrin i Vincent Tavier. La pel·lícula està basada en la sèrie belga en francès del mateix nom i és protagonitzada per Aubier, Jeanne Balibar, Nicolas Buysse, Véronique Dumont, Bruce Ellison, Frédéric Jannin, Bouli Lanners, i Patar, entre d'altres. Ha estat doblada al català.
Es va estrenar al 62è Festival Internacional de Cinema de Canes i va ser la primera pel·lícula stop-motion que es va projectar al festival. La pel·lícula es va estrenar a les sales de cinema a Bèlgica el 17 de juny de 2009 per Cinéart i a França el 28 d'octubre de 2009 per Gébéka Films. La pel·lícula va rebre crítiques generalment positives dels crítics de cinema.

## Argument
Els amics Cowboy, India i Cavall viuen junts en una casa rural pacíficament. El vaquer i l'indi s'obliden de l'aniversari d'en Cavall i tenen la idea de fer-li una barbacoa de maons. No volent que Cavall s'assabenti que s'han oblidat, el treuen de casa convencent el seu veí Steven perquè li demani a Cavall que reculli els seus animals a l'escola de música propera. Allà, Cavall coneix el seu interès amorós, la Sra. Jacqueline Longray, una companya de cavall que també és professora de música. Quan intenta tocar el piano per a ella, ella s'ofereix a donar-li lliçons.
De tornada a la casa, l'Índi intenta demanar els cinquanta maons necessaris per a la graella, però Cowboy va demanar accidentalment cinquanta milions. Es desfan dels maons sobrants construint-los en un cub i posant-los a sobre de la casa, després construeixen la graella. Aquella nit, la casa es va esfondrar sota el pes dels maons. Enfurismat, Cavall fa que Cowboy i Indi ajudin a reconstruir la casa. Quan intenten aixecar les parets, una figura desconeguda els continua robant. Quan vigilen la casa per trobar els culpables, el trio descobreix que les parets estan sent robades per una família de criatures aquàtiques amb caps amb forma de cons. Tots menys un escapen amb la paret. Persegueixen el retardat, Gerard, des d'un penya-segat, on cauen al nucli de la Terra. En Gerard s'escapa.
En pujar, es troben enmig d'una tundra. Mentre passegen per tot arreu, són xuclats per un robot pingüí gegant que està sent utilitzat per científics incomprensibles i superforts per fer i llançar boles de neu gegants. Es posen al dia amb en Gerard, però tots són posteriorment capturats i posats a treballar pels científics. Mentre els científics lluiten contra un mamut canalla, el grup s'escapa posant una bola de neu per llançar-se a la casa i pujar-hi. A l'últim segon, en Gerard la posa a casa seva sota el mar.
En Gerard s'allunya quan la bola de neu aterra i els tres els persegueixen, posant-se màscares de busseig (Cowboy simplement es posa un televisor al cap) i nedant darrere d'ell. Troben una versió submarina de la seva casa, revelant que Gerard i la seva família volien que les parets construïssin la seva pròpia casa. Les criatures persegueixen el trio amb un grup de barracudes, però tornen i enganyen les criatures a un forat fent-se passar per Pare Noel. Utilitzen un peix serra per destruir la seva casa i escapar a la superfície, però les criatures els segueixen i ataquen amb peix espasa. Steven, la seva dona i els seus animals ajuden a lluitar. En el procés, la casa d'Steven explota amb aigua i el camp s'inunda.
Un any més tard, la família d'en Gerard és una part acceptada de la comunitat, i Horse és ara un hàbil pianista i està sortint amb Longray, que li organitza una festa d'aniversari sorpresa en uns grans magatzems submarins. Cowboy i Indi encenen accidentalment el regal d'aniversari d'en Cavaññ, un foc artificial gegant, provocant una exhibició de focs artificials gegant que destrueix el paisatge a mesura que corren els crèdits.

## Repartiment
- Stéphane Aubier com (Cowboy, Max Briquenet, Mr Ernotte)
- Jeanne Balibar com (Madame Jacqueline Longrée; escrit "Longray" en alguns subtítols en anglès)
- Nicolas Buysse com a (Ovella, Jean-Paul)
- François De Brigode com a (Presentador esportiu)
- Véronique Dumont com a (Janine)
- Bruce Ellison com a (Indi)
- Christine Grulois com a (vaca, estudiant)
- Frédéric Jannin com a (policia, Gérard, repartidor de maons)
- Bouli Lanners com (Carter, Simon, Cow)
- Christelle Mahy com a (Pollastre)
- Éric Muller com a (Rocky Gaufres, Estudiant de Música 1)
- François Neyken com (Porc)
- Vincent Patar com (Cavall, Mare Atlante)
- Pipou com (riu de Michel)
- Franco Piscopo com (Ós)
- Benoît Poelvoorde com a (Steven)
- David Ricci com (Donkey, Michel)
- Ben Tesseur as (científic 1)
- Alexander von Sivers com a (científic 2)

## Producció
La pel·lícula es va fer al llarg de 260 dies en un estudi als afores de Brussel·les. Es van utilitzar 1500 figures de joguina de plàstic durant el rodatge.

## Estrena
La pel·lícula es va estrenar al 62è Festival Internacional de Cinema de Canes el 21 de maig de 2009 i es va estrenar a les sales el 17 de juny de 2009 a Bèlgica per Cinéart i el 28 d'octubre de 2009 a França per Gébéka Films. També es va publicar en DVD el 20 de juliol de 2010 per Zeitgeist Video.

## Recepció crítica

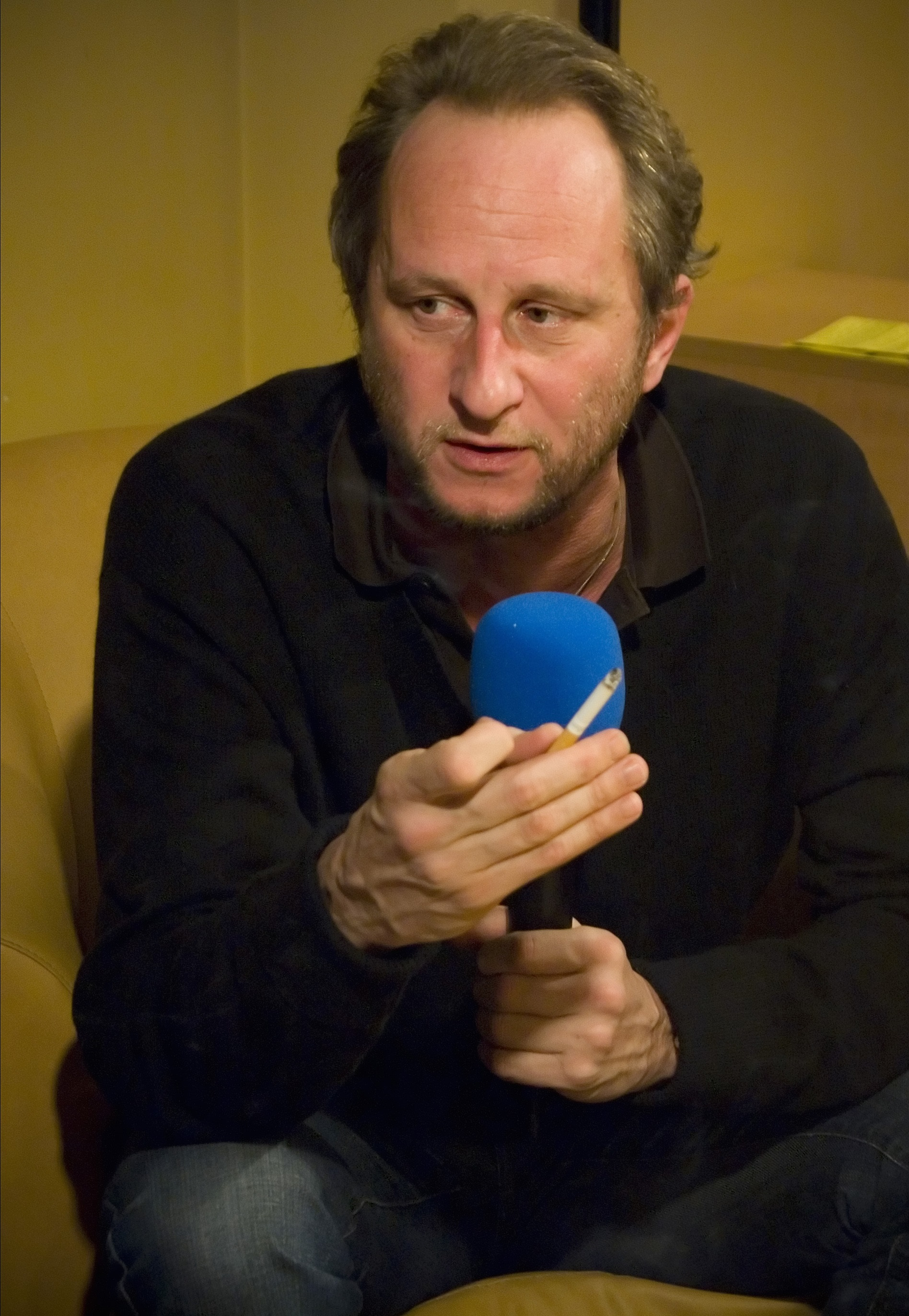
Benoît Poelvoorde va ser elogiat per la crítica per la seva actuació a la pel·lícula.

La pel·lícula va rebre crítiques generalment positives, amb l'agregador de ressenyes Rotten Tomatoes informant d'una puntuació d'aprovació del 81% basada en 80 crítiques, i una valoració mitjana de 7,1/10. El consens crític del lloc web afirma: "Pànic a la granja és un joc d'animació estrident i infinitament creatiu amb un peculiar sentit de l'humor per a adults." A Metacritic, la pel·lícula té una puntuació mitjana ponderada de 70 sobre 100, basada en 20 crítics, que indica "crítiques generalment favorables".
Little White Lies va donar a la pel·lícula un 4 sobre 5 per gaudir-ne afirmant "un somriure ampli i amb els ulls oberts", encara que en retrospectiva van puntuar la pel·lícula amb un 3 sobre 5 suggerint que "com totes les joguines. Tindrà una vida útil". La revista Empire va ser molt positiva en atorgar 4 estrelles a la pel·lícula, resumint-la com "Toy Story en absenta" i afirmant que la pel·lícula era "Una de les veritables originals de l'any". Peter Brunette de The Hollywood Reporter també va resumir positivament que "Hi ha molt poc a dir sobre aquesta pel·lícula més enllà que és absolutament genial." Roger Ebert va gaudir de la pel·lícula, donant-li tres estrelles i mitja de quatre i afirmant que "Com que la trama és només una cosa obstinada rere l'altra sense la més mínima lògica, no cal mirar-la tota d'una vegada. Si mireu un o dos capítols alhora, hauria de mantenir-se bé." Ebert va col·locar la pel·lícula més tard al seu llista de les millors pel·lícules d'animació del 2010.

## Brequetes
- Selecció oficial (Fora de Competició), 62è Festival Internacional de Cinema de Canes.[12]
- Selecció oficial, Fesetival Internacional de Cinema de Toronto 2009.[3]
- Guanyador, Premi del Públic, 2009 Fantastic Fest.[13]
- Guanyador, Millor so, Premis Magritte de 2011[14]
- Guanyador, Millor disseny de producció, premis Magritte 2011